# Lula Gómez (animadora)
Lula Gómez (Buenos Aires, 23 de diciembre de 1976) es una realizadora,  animadora de stop motion y guionista argentina que vive en España, conocida por su webserie feminista Eres una caca que se difunde principalmente por Instagram. Gómez es fundadora y directora de La Academia de Animación de Barcelona y codirectora del Stop Motion Barcelona Short Film Festival. Desde 2023 es miembro del equipo de guionistas del podcast Malas Personas, de Victoria Martín,ganador del Premio Ondas al Mejor Videopodcast 2024.

## Trayectoria
Nació en Argentina y se trasladó a vivir a Barcelona (España) en 2002, donde vive desde entonces. Realizó el Curso integral de animación en 9Zeros (actual Escuela de Cine de Barcelona, ECIB) en 2004 y 2005. Al año siguiente de terminar con su formación, trabajó como profesora de animación de stop motion en sus diferentes técnicas (cut out, claymation, arena, papel, pintura, pixilación, muñecos…) en la misma escuela en la que estudió, hasta 2011.
Además de su faceta docente, Gómez ha trabajado para agencias de publicidad y productoras nacionales e internacionales como J. Walter Thompson (JWT), Batten, Barton, Durstine y Osborn (BBDO) o DDB Worldwide. Sus trabajos han recibido premios en festivales de animación Slamdance Festival, Klik!, Festival Internacional de Cine de Animación de Annecy, BeFilm, One Show, Festival Internacional de Animación de Ámsterdam, el Club de Creativos, los Premios Laus o el San Antonio Film Festival, entre otros.
En febrero de 2013, fundó junto a Jordi Piulachs La Academia de Animación, de la que es directora y profesora de animación stop motion, postproducción e identidad digital. Tres años más tarde, en 2016, creó con Jordi Piulachs y Guillem Puig el primer y único festival en España dedicado exclusivamente a la animación stop motion y al que bautizaron como el Stop Motion Barcelona Short Film Festival.

### Eres una caca
A finales de 2017, Gómez creó la webserie de animación Eres una caca con el objetivo de denunciar casos de machismo cotidiano desde el humor. La estructura de los capítulos de 40 segundos siempre es la misma: una o varias "cacas" hechas de plastilina y con una cara definida a partir de ojos y boca dicen alguna frase con algún tópico machista y, al terminar de pronunciarla, un pie aparece y la pisa. Aparece sobreimpresa la frase "Eres una caca" pronunciada por la propia Gómez.
Las voces de las "cacas", que están distorsionadas, suelen ser colaboraciones de otras personas con el proyecto. En los 30 capítulos que lleva hasta junio de 2019, han participado la directora y actriz Leticia Dolera, la filósofa Ana de Miguel y las ilustradoras Flavita Banana y Raquel Riba Rossy, o la actriz Malena Pichot, entre otras.
En agosto de 2018, Instagram censuró el capítulo 24 de la webserie que contaba con la colaboración de la youtuber Natalia Flores, y en el que se criticaba al colectivo de humoristas por sus quejas en esos días al no poder reírse de colectivos oprimidos, como las mujeres, sin ser tachados de cómplices y partícipes de esa opresión.
En marzo de 2019, a raíz de la viralización de su webserie, Gómez publicó su primer libro Eres una caca: Guía para entender y desmontar el machismo, en el que, de forma cercana, con ilustraciones y humor, explica lo que es el feminismo y cómo se pueden desmontar los discursos machistas.
En febrero de 2021, junto a otras autoras, publicó un cuento dentro del libro libro colaborativo llamado No somos princesas, somos guerreras, en el que se desmontan mucho mitos y se cuentas historias de niñas de muchas culturas.

### Guionista
En 2023 fue guionista de los podcast Queridas Hermanas, de Sindy Takanashi,y Utameda, de Sindy Takanashi y Darío Eme Hache.
Ese mismo año creó, guionizó y dirigió, junto a Guille Magán, el podcast No te creas especial,en Podimo. Este podcast fue producido por Living Producciones y Podium podcast.
Desde 2023 es guionista del podcast Malas Personas,de Victoria Martín. Este trabajo ganó el Premio Ondas a Mejor Videopodcast 2024. 
En 2024 guionizó el podcast Entre el cielo y las nubes, de Laura Escanes.
En 2024, junto a Martina Klein y Raquel Riba Rossy, creó el podcast Urracas, para Living Producciones y Podimo.

## Obra
- 2016 – ¡Bien hecho, Gromit! Adrián Encinas Salamanca. Prólogo de Lula Gómez y Peter Lord. Diábolo Ediciones. ISBN 978-8416217793.
- 2019 – Eres una caca: Guía para entender y desmontar el machismo. Plan B (Ediciones B). ISBN 978-8417001704.
- 2021 – No somos princesas, somos guerreras. NUBE DE TINTA. ISBN 9788417605650.